# Резолюция 156 на Съвета за сигурност на ООН
Резолюция 156 на Съвета за сигурност на ООН е приета на 9 септември 1960 г. по повод решението на страните от Организацията на американските държави да прекратят дипломатическите си отношения с Доминиканската република и да наложат санкции от различно естество на действащия там режим на Трухильо заради участието му в организацията на атентата срещу президента на Венецуела Ромуло Бетанкур.
Като отбелязва доклада, получен от генералния секретар на Организацията на американските държави, съдържащ заключителния акт от шестата среща на външните министри на американските републики, с Резолюция 156 Съветът за сигурност на ООН изразява своето одобрение към приетата на тази среща Резолюция I, с която външните министри на американските републики постигат съгласие да приложат различни мерки спрямо Доминиканската република.
Резолюция 156 е приета с мнозинство от 9 гласа „за“ при двама „въздържали се“ – Полша и Съветския съюз.